# Ледник Петермана
Ледник Петермана — крупный ледник, расположенный в северо-западной части Гренландии, к востоку от пролива Нэрса. Он соединяет Гренландский ледяной щит с Северным Ледовитым океаном вблизи 81-го градуса северной широты. Размеры ледника — 70 километров в длину и 15 в ширину, толщина меняется от 600 метров на участке образования ледника до 30—80 метров у обрыва. Сам ледник и потери им льда до сих пор не вполне хорошо изучены специалистами.
В августе 2010 года от ледника откололась огромная глыба льда площадью 260 квадратных километров, снизив его площадь и объём на 25 % и 10 % соответственно. По словам Андреаса Муншоу, адъюнкт-профессора из университета штата Делавэр в США, это самый большой откол массы от ледника, произошедший в Арктике с 1962 года, хотя доказательств того, что это связано с предполагаемым глобальным потеплением, нет. В июле 2012 года от северной оконечности ледника в очередной раз откололась крупная глыба льда площадью 36 квадратных миль.